# 貓眼星雲
貓眼星雲（英語：Cat's Eye Nebula，NGC 6543，科德韋爾6）是位於天龍座的一个行星狀星雲。它是已知的星雲中結構最複雜的之一，哈勃太空望遠鏡的高解析度觀測圖像揭示出其中獨特的扭結、噴柱、氣泡以及纖維狀的弧形結構。它的中心是一顆明亮、熾熱的恆星，約1000年前這顆恆星失去了它的外層結構，從而產生了貓眼星雲。
貓眼星雲於1786年2月15日由威廉·赫歇爾首先發現。1864年，英國業餘天文學家威廉·赫金斯對貓眼星雲作了光譜分析，使之成為首個通過光譜分析技術進行研究的行星狀星雲。赫金斯的研究結果首次表明行星狀星雲由高溫氣體而非恆星組成。目前，貓眼星雲已被人們在從遠紅外到X 射線的整個電磁波段進行過觀測。
現代研究引出了數個關於貓眼星雲的謎團。它的複雜結構有可能部分地是由一對中心聯星拋射的物質造成的，但迄今尚未有直接證據表明其中心恆星擁有伴星。此外，通過兩種方法測量的化學物質豐度的結果出現重大差異，其原因目前仍不能肯定。哈勃望遠鏡的觀測揭示出在「貓眼」的周圍有幾個由中心恆星在遠古時代拋射出的球形外殼構成的昏暗的光環，這些拋射的確切機制現在尚不明確。

## 一般資料
這個星雲是最被廣為研究的星雲之一，它的視星等為+8.1，擁有高表面光度。其赤經及赤緯分別為17h58.6m及+66°38'，其高赤緯度代表北半球的觀測者可較易看到。不少大型望遠鏡均座落於北半球地區範圍，由於該星雲處於接近正北黃極點的位置，在良好天氣的情況下，只要在黃極點附近尋找，應該不難找到。
直徑方面，較亮的內星雲部分直徑約為20角秒，其擴張星雲暈物質直徑約為386角秒（6.4角分）。它的星雲暈物質是原來的恆星在演化為紅巨星階段時噴出的。
根據觀測結果，星雲主體的密度約為每立方厘米有5000顆粒子，溫度約為8000K，外層星雲暈的溫度更高，達15,000 K，而密度方面則比內部更低。
星雲中央擁有一顆O型（藍色）恆星，其溫度約為80000 K，光度約為太陽的10000倍，半徑為太陽的0.65倍。據光譜學分析，由於受恆星風的影響，中央恆星的質量每秒流失約20兆噸，相等於每年3.2×10−7太陽質量，恆星風的風速為每秒1900公里。根據計算結果，中央恆星的質量與太陽差不多，約為一個太陽質量，演化前的恆星質量估計約為太陽的五倍。

## 星雲觀測
該星雲於1786年2月15日由威廉·赫歇爾首先發現，同時是首個以光譜儀進行觀測的行星狀星雲，於1864年由威廉·赫金斯進行，他觀測到星雲氣體極為稀薄。除此以外，人們還以電磁波譜對之進行觀測。

### 紅外線觀測
貓眼星雲釋出的紅外線給人們進一步觀測，其分析結果證實它存在低溫星際塵埃，人們相信這些塵埃是在恆星演化末期階段形成的，塵埃吸收恆星光線，並以紅外線釋出，光譜顯示這些塵埃的溫度約為70 K。
除了低溫塵埃之外，星雲釋出的紅外線也使人們發現它存在非離子物質，包括氫分子（H2）。一般行星狀星雲也存在非離子物質，但不少均在恆星遠處方能找到。而貓眼星雲則不然，它的非離子物質存在於外暈的內層邊緣，且能發出光線，這可能是因衝擊波把氫分子刺激，使它們以不同的速度互相撞擊。

### 可見光及紫外線觀測
人們也對星雲釋出的可見光及紫外線作觀測，並以光譜分析為數較多的個別波長光線，這些光線讓人知道貓眼星雲的複雜結構。
本文所用的彩色哈勃望遠鏡圖像均配上假色，色彩分佈按區域的離子數量多少來區別，濾波器波長為單離子氫的656.3 nm、單離子氮的658.4 nm及雙離子氧的500.7 nm。雖然星雲的真正色彩為紅及綠色，但圖像配上紅藍綠三色去區別，當中星雲邊綠兩端均為離子較少的物質。

### X射線觀測

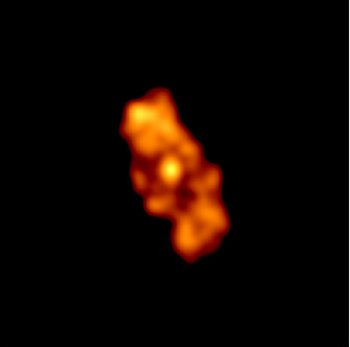
星雲的X射線影像

人們近年也開始以量度星雲釋出的X射線波長去觀測，據昌德拉X射線望遠鏡的觀測結果，貓眼星雲存在溫度極高的氣體，本文頂部的圖片便是結合了哈勃望遠鏡的可見光圖像及昌德拉望遠鏡的X射線圖像。人們認為這些熾熱氣體是透過星雲釋出物質受到恆星風的激烈吹襲，同時也使星雲內層泡沫狀物質的一部分給恆星風挖走。
此外，昌德拉望遠鏡也在星雲中心恆星的位置，找到一個X射線的源頭點。由於人們預期這顆恆星不會釋出強大的X射線，因此難以解釋這個放出X射線的源頭點，其中一個說法是連星系統存在的高溫恆星物質吸積盤，因而產生X射線。

## 與地球距離
要準確量度行星狀星雲與地球距離是天文學之中存在多時的難題之一，人們通常是以假設去估計，其結果可以很不準確。
近代的哈勃望遠鏡使人們能以新方法去測定距離，由於任何行星狀星雲的大小均正在膨脹，因此在相距多年的時間，以高角距解像度的望遠鏡，可透過角距的改變看到星雲的增大。事實上，星雲的膨脹速度並不明顯，每年僅增長數角秒或以下，透過光譜觀測及多普勒效應，可計算星雲的膨脹速度及其與地球的距離。
據哈勃望遠鏡多年來的觀測結果，貓眼星雲以每年10角毫秒的速度膨脹，在速度上則為每秒16.4公里，把這些結果以正弦計算，可得出貓眼星雲距離地球大約1,000秒差（3×1019 m）。

## 星雲年齡
角距膨脹除了可計算距離外，也可推斷星雲的年齡。假設星雲膨脹速率不變，現時的角距為20角秒，每年增長速度為10角毫秒，將之相除可得到該星雲大約於1,000年前出現。由於星雲釋出物質的速度會因遇到上代恆星殘餘物質或星際物質而減慢，因此上述估計數字或會是星雲的年齡上限。

## 物质构成

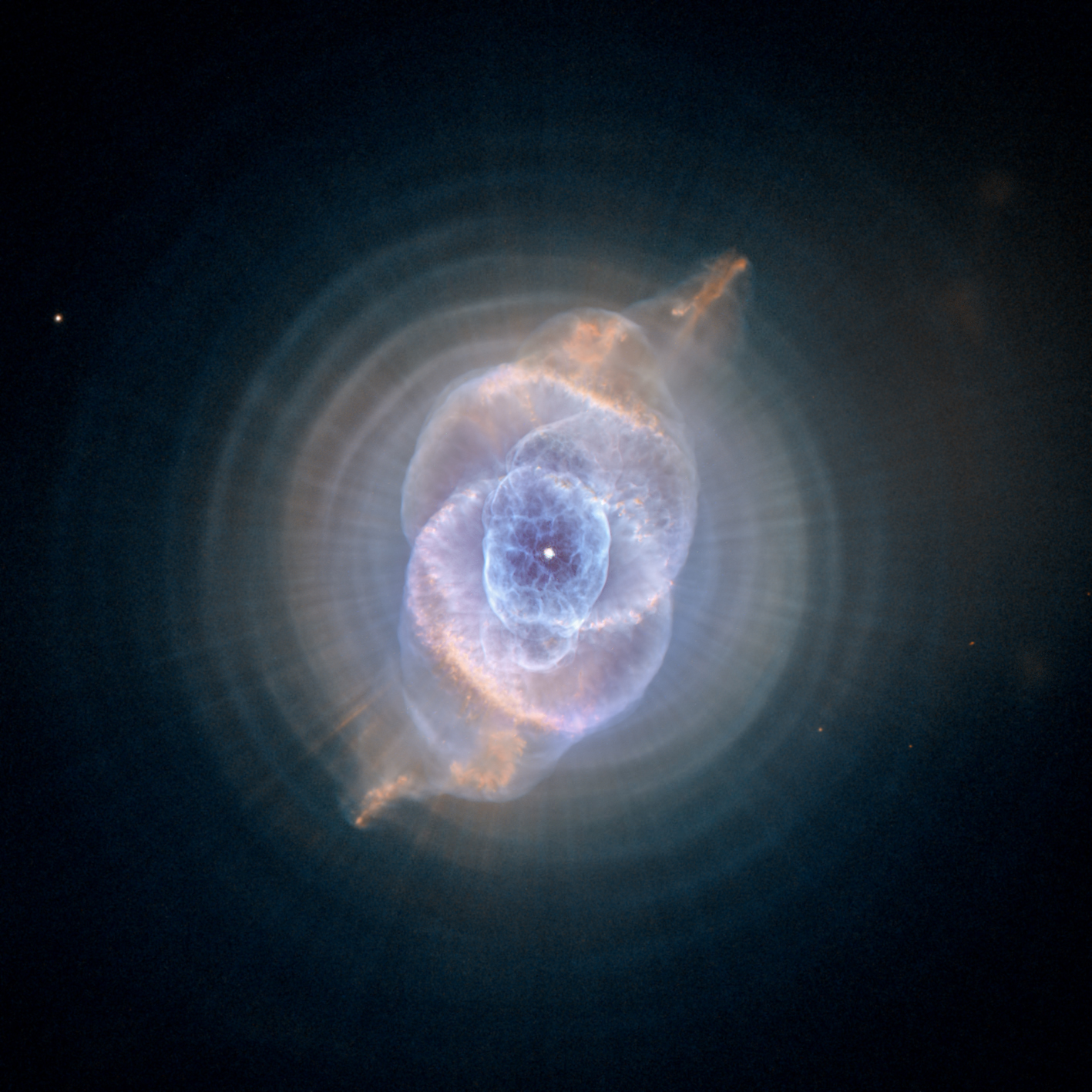
經過處理的貓眼星雲圖片，顯示內核外圍繞著多個同心圓環。

與不少天體一樣，貓眼星雲的物質主要為氫和氦，並擁有少量重元素。這些元素可以光譜分析去量度其存在比例，由於氫是最豐富的元素，因此其他重元素的比例均會以相對於氫的數值去表示。
由於望遠鏡使用的攝譜儀不會收集來自觀測目標的所有光線，也不會使用細小光圈去聚集物體光線，因此多個有關星雲化學元素比例的研究結果均會有出入，每個不同的結果可代表星雲的某一部分。
在多個計算結果當中，人們普遍相信它的氦元素比例約為氫的0.12倍，碳和氮的比例均為氫的3×10−4倍，氧的比例約為氫的7×10−4倍。受到核合成的影響，重元素得以在恆星爆發成行星狀星雲以前，於恆星外層大氣聚集，使之與不少行星狀星雲一樣，碳、氮和氧元素均為除氫以外，所佔比重較多的元素，比太陽的相同重元素要多。
在對貓眼星雲進行更深入觀測所得結果當中，或已顯示星雲的一小部分物質擁有豐富的重元素，這點會在以下段落詳述。

## 星雲運動及形態
貓眼星雲擁有極為複雜的結構，人們至今仍未完全明白其形態的形成機制。
星雲的光亮部分主要是中央恆星釋出的恆星風及星雲形成時射出的物質相碰撞而成的，兩者間的撞擊產生上述的X射線，恆星風也使星雲內層泡沫狀物質的一部分給挖走，這個情況在內層兩端均有發生。
人們也懷疑星雲的中央恆星為一連星系統，一顆恆星吸取另一顆恆星物質的過程形成一吸積盤，並在物質受方恆星兩極射出噴流，這些噴流又與先前射出的物質碰撞。由於天體進動（歲差）的關係，恆星的兩極噴流方向會隨時間而改變。
人們在內星雲光亮部分的外部，找到不少同中心的環狀物體，他們認為可能在恆星演變在行星狀星雲前，在赫羅圖中的漸進巨星分支（asymptotic giant branch）階段便已出現。這些環狀物體的半徑具規則性，每兩個環之間的半徑差均相若，因此人們指出這些環的形成機制為於特定時間，並以差不多相同的發射速度進行。
再者，一大型暗暈膨脹至恆星遠處，於星雲形成前便已出現。

## 現時謎題
人們縱使已作出深入研究，但至今仍有不少謎題有待解決。星雲外層多個相同中心的環狀物體的時間差距可能為數百年，現時仍難以解釋。導致星雲形成的熱脈可能每隔數萬年會發生一次，而較小的表面脈衝則每隔數年至數十年一次，星雲會定時釋出同中心環狀物體的機制至今尚未有定論。
星雲的光譜呈連續重疊的發射線狀，這些發射線可能來自星雲中離子之間發生的碰撞激發，或是離子再度與電子結合而形成的，當中因碰撞激發產生的發射線比電子融合的更強，因此成為多年來人們量度兩者比例的方法。但近期研究結果指，在星雲的光譜圖中，離子與電子結合的發射線數量約為碰撞激發發射線的三倍，其原因至今尚在爭論中，有說法指是因為存在一些含豐富重元素的物質，或是星雲溫度的波動。

## 文獻
- Balick, Bruce; Preston, Heather L., , Astronomical Journal, October 1987, 94: 958–963, Bibcode:1987AJ.....94..958B, doi:10.1086/114528
- Balick, Bruce; Wilson, Jeanine; Hajian, Arsen R., , Astronomical Journal, 2001, 121 (1): 354, Bibcode:2001AJ....121..354B, doi:10.1086/318052
- Bianchi, L.; Cerrato, S.; Grewing, M., , Astronomy and Astrophysics, November 1986, 169 (1–2): 227–236, Bibcode:1986A&A...169..227B
- Chu, You-Hua; Guerrero, Martı´n A.; Gruendl, Robert A.; Williams, Rosa M.; Kaler, James B., , Astrophysical Journal, 2001, 553 (1): L69–L72, Bibcode:2001ApJ...553L..69C, arXiv:astro-ph/0101444 , doi:10.1086/320495
- Guerrero, Martín A.; Chu, You-Hua; Gruendl, Robert A.; Williams, Rosa M.; Kaler, James B., , Astrophysical Journal, 2001, 553 (1): L55–L58, Bibcode:2001ApJ...553L..55G, arXiv:astro-ph/0104270 , doi:10.1086/320509
- Hora, Joseph L.; Latter, William B.; Allen, Lori E.; Marengo, Massimo; Deutsch, Lynne K.; Pipher, Judith L., , Astrophysical Journal Supplement Series, 2004, 154 (1): 296–301, Bibcode:2004ApJS..154..296H, doi:10.1086/422820
- Hyung, S.; Aller, L. H.; Feibelman, W. A.; Lee, W. B.; de Koter, A., , Monthly Notices of the Royal Astronomical Society, 2000, 318 (1): 77–91, Bibcode:2000MNRAS.318...77H, doi:10.1046/j.1365-8711.2000.03642.x
- Klaas, U.; Walker, S. J.; Müller, T. G.; Richards, P. J.; Schreiber, J., , Astronomy and Astrophysics, 2006, 452 (2): 523–535, Bibcode:2006A&A...452..523K, doi:10.1051/0004-6361:20053245
- Kwok, Sun, , , Cambridge University Press: 1–7, 2000, ISBN 0-521-62313-8
- Miranda, L. F.; Solf, J., , Astronomy and Astrophysics, 1992, 260 (1–2): 397–410, Bibcode:1992A&A...260..397M
- Moore, S. L., , Journal of the British Astronomical Association, 2007, 117 (5): 279–280, Bibcode:2007JBAA..117R.279M
- Reed, Darren S.; Balick, Bruce; Hajian, Arsen R.; Klayton, Tracy L.; Giovanardi, Stefano; Casertano, Stefano; Panagia, Nino; Terzian, Yervant, , Astronomical Journal, 1999, 118 (5): 2430–2441, Bibcode:1999AJ....118.2430R, arXiv:astro-ph/9907313 , doi:10.1086/301091
- SIMBAD, , SIMBAD, Centre de Données Astronomiques de Strasbourg, December 22, 2006  [2012-09-16], （原始内容存档于2020-07-07）
- Wesson, R.; Liu, X.-W., , Monthly Notices of the Royal Astronomical Society, 2004, 351 (3): 1026–1042, Bibcode:2004MNRAS.351.1026W, doi:10.1111/j.1365-2966.2004.07856.x

## 外部連結
- （英文）钱德拉X射线望遠鏡圖片集：貓眼星雲（页面存档备份，存于）（英文）
- （英文）NASA APOD:貓眼星雲 (1999-10-31)
- （英文）NASA APOD:貓眼星雲 (2001-01-11)
- （英文）貓眼星雲的複雜歷程 (哈伯望遠鏡) （页面存档备份，存于） （英文）
- （英文）貓眼星雲圖片合成工序 (哈伯望遠鏡) （页面存档备份，存于）